# 1989 (álbum de Taylor Swift)
1989 é o quinto álbum de estúdio da artista musical estadunidense Taylor Swift, lançado em 27 de outubro de 2014, através da gravadora Big Machine. Inicialmente, o álbum foi comercializado somente nos formatos físico e digital, não sendo disponibilizado em serviços de streaming, uma decisão vinda da própria artista. O disco foi desenvolvido e gravado entre 2013 e 2014 durante a turnê The Red Tour; e Swift colaborou com uma série de compositores e produtores, incluindo Max Martin, Shellback, Jack Antonoff, Greg Kurstin e Ryan Tedder. O título foi inspirado no ano de nascimento da artista e pela cena musical da década. Seu encarte é composto por fotos de câmeras instantâneas Polaroid, sortidas em cada cópia do trabalho, com cada uma delas contendo trechos das canções escritos pela própria artista.
Descrito por Swift como seu "primeiro álbum oficialmente pop", 1989 apresenta como gêneros musicais predominantes o pop e o synthpop, sendo um notável afastamento dos trabalhos anteriores da cantora, que eram fortemente influenciados pelo country. Sua produção também se difere dos projetos anteriores da artista, sendo mais eletrônica e constituída por percussão programada, sintetizadores, acordes pulsantes de baixo, vocais de apoio processados e guitarras. O conteúdo lírico das canções possuem temas como amor e a complexidade de relacionamentos. 
Em geral, 1989 foi recebido de forma positiva por críticos musicais, que prezaram a mudança musical de Swift e sentiram que sua produção estava bem executada. Consequentemente, foi incluso em diversas listas que compilaram os melhores álbuns de 2014, com as revistas Billboard e Cosmopolitan citando-o como o melhor do ano, e rendeu à intérprete uma série de prêmios, incluindo um Grammy Awards para Álbum do Ano, o que fez de Swift a primeira mulher a conquistar o gramofone duas vezes com seus próprios trabalhos. Um dos lançamentos mais aguardados de 2014, 1989 obteve um desempenho comercial bastante positivo, chegando ao topo das tabelas de diversos países, incluindo a Austrália, Canadá, Reino Unido e Estados Unidos, onde fez da artista a única a estrear no cume da Billboard 200 com mais de 1 milhão de cópias vendidas por três vezes consecutivas. Como resultado, foi o terceiro disco mais vendido de 2014 no país, com apenas dois meses de disponibilização. Mundialmente, vendeu mais de dez milhões de cópias. 
De 1989 surgiram sete singles oficiais, dos quais "Shake It Off", "Blank Space" e "Bad Blood" tornaram-se sucessos internacionais; todos atingiram o topo da Billboard Hot 100, sendo que o primeiro estreou no ápice da tabela e o segundo fez de Swift a primeira mulher a suceder-se no topo da parada. Outras faixas de trabalho lançadas — "Style", "Wildest Dreams", "Out of the Woods" e "New Romantics" — alcançaram um desempenho comercial moderado. Para a divulgação do produto, Swift fechou parcerias com diversas empresas, apresentou-se em programas televisivos e premiações, e ingressou na turnê The 1989 World Tour, que tornou-se a mais lucrativa de 2015. Uma regravação do disco foi lançada em setembro de 2015 pelo estadunidense Ryan Adams e, em 2023, pela própria Swift, sob o título 1989 (Taylor's Version).

## Antecedentes e desenvolvimento
"É muito cedo para dizer quais serão os meus colaboradores predominantes, mas eu sei que os colaboradores absolutos dos meus sonhos no último projeto foram Shellback e Max Martin. Nunca fui tão desafiada como compositora. Nunca aprendi tanto. Nunca estive tão animada por aparecer no estúdio todos os dias, apenas porque nunca se sabe o que vamos juntar. Eu vou trazer as ideias, e eles vão fazer uma transformação diferentes em relação ao lugar onde eu pensei que eles iriam, e esse nível de espontaneidade inesperada é algo que realmente me emociona no processo de fazer música. (...) E se fizéssemos isso? E se fizéssemos [de forma] mais estranha? E se o levássemos para o lado mais obscuro? Eu amo as pessoas que têm infinitas ideias estranhas e animadoras sobre onde a música pode chegar".

— Swift abordando a pressão que recebeu para alterar a sua direção musical.
Em julho de 2013, Swift revelou que as sessões de composição para seu novo álbum já haviam começado e que havia formado uma lista de colaboradores com quem queria trabalhar, uma experiência descrita por si como finalmente ter encontrado "as pessoas com as quais teve bastante conexão no estúdio" e que, embora soubesse com quem queria voltar a trabalhar, desenvolveu "uma longa lista de pessoas que admirava e com quem queria manter contato". As sessões de composição das canções do álbum tiveram duração de seis meses, com a artista afirmando que o disco se estava "certamente transformando", indicando que o seu objetivo era de prosseguir com as mudanças que havia iniciado com Red; todavia, questionava-se sobre as técnicas a usar para tal. Segundo Swift, foi preciso que os produtores Max Martin e Shellback a pressionassem para mudar as direções de suas ideias durante o processo de elaboração do material. No mesmo mês, a artista informou já ter bastante material pronto, comentando: "Estou feliz porque já evoluí para um novo som, e era tudo que eu queria". Segundo ela, a mudança "ocorreu naturalmente", embora tenha levado dois anos para se concluir, explicando que normalmente levava, no mínimo, um ano para encontrar um novo som e escrever novas canções, sendo esse o tempo necessário para que pudesse "se despojar do som do último álbum e recomeçar". "No processo de todas essas mudanças que ocorreram nos últimos dois anos, minha música mudou. Eu acordava todos os dias gravando este disco, mas não queria fazer um estilo musical que nunca ouvi antes", declarou a artista. Em meados de dezembro, Swift revelou haver uma grande possibilidade de voltar a trabalhar com Jack Antonoff, pois tinha ficado fascinada pela sua maneira de "misturar a nostalgia dos anos 1980 em sua música".
Scott Borchetta, chefe executivo e presidente da Big Machine Records, revelou à Rolling Stone que Martin havia trabalhado na maior parte do material do disco, induzindo a revista a concluir que este seria o projeto "mais pop" de Swift. Em setembro, a intérprete afirmou ter ficado encantada por como Borchetta a permitiu trabalhar com Martin na produção do projeto, tendo ela quatro meses mais tarde acrescentado Martin como produtor executivo do álbum por sua constante presença e assistência no processo de criação. O produtor se ofereceu para gravar seus vocais com o intuito de que a obra fosse "um álbum, não uma coleção de músicas que soam como se tivessem sido gravadas em diferentes estúdios por diferentes pessoas".

## Capa, encarte e título

Além das imagens do encarte de 1989, o produto é acompanhado por treze fotos Polaroid sortidas que contêm letras das canções em sua parte inferior, como a gravura acima, que apresenta letras de "Clean", última faixa de edição padrão do disco.

A capa do disco é uma foto Polaroid da cantora que mostra a partir dos seus olhos até à parte inferior do torso, com suas iniciais escritas na parte inferior esquerda e o título do álbum na parte inferior direita. Swift, que vestiu uma camisa de mangas largas com gaivotas voando, revelou que após ter fotografado as imagens para o encarte com uma câmera Polaroid por acidente, decidiu usar uma delas para a capa oficial do produto. Além disso, cada CD possui treze fotos que fazem parte de um pacote de 65 sortidas para cada cópia do projeto, das quais onze que estão em preto-e-branco. A decisão de fotografar as imagens em Polaroid impulsionou as vendas da empresa fotográfica Polaroid Corporation. Em entrevista à Time, a intérprete comentou a respeito da luta para conseguir manter o controle do processo criativo de 1989; segundo ela, sua gravadora e seu empresário lhe avisaram que, entre outras coisas, a capa parecia "arriscada". Ela declarou que eles haviam lhe questionado sobre cada proposta que estava fazendo: "Quando eu coloquei diante deles uma capa que não mostrava nem metade do meu rosto, e tentei convencer a minha gravadora de que esta a melhor maneira de se vender um álbum, recebi alguns olhares ameaçadores. Mas eu sabia que era a melhor capa para representar esse disco, porque queria que [ele] tivesse um ar de mistério. Não queria que as pessoas soubessem o DNA emocional desse álbum. Não queria que vissem uma foto sorridente na capa e pensassem que esse era um álbum feliz, ou que vissem uma expressão de tristeza e pensassem: 'Oh, esse é mais um disco sobre ruptura'." Christopher Bonanos, da coluna Vulture, achou "interessante" que "seu álbum mais eletrônico até à data tivesse o tipo de imagem mais analógica — única, difícil de ser copiada — em sua capa", e brincou sobre o fato de o rosto de Swift estar cortado, comentando que "há um precedente (acidental) na arte antiga, a qual pode ser uma reminiscência, apesar de a face [da cantora] estar incompleta", referindo-se ao fragmento do busto de uma rainha egípcia.
O conceito visual do álbum utiliza cores pastel e luzes de cor neônio, e também implementa fotos Polaroid. O encarte de 1989 inicia-se com uma breve introdução na qual Swift se dirige aos seus fãs para explicar que precisou mudar seu estilo musical com o objetivo de se redescobrir. Depois de agradecer-lhes por "valorizar a mudança", conclui a introdução se descrevendo como "a garota que dizia que nunca cortaria o cabelo, que nunca iria mudar para Nova Iorque e que encontrou a felicidade em um mundo onde ela não está apaixonada". Assim como nos álbuns anteriores da intérprete, 1989 contém mensagem secretas nas letras das músicas, que se formam a partir da união de letras minúsculas. Cada mensagem está relacionada com a faixa na qual está localizada. Entretanto, separadamente, as "reflexões vagamente poéticas não oferecem muitos detalhes sobre suas respectivas canções" mas, em conjunto, lidam sobre "um garoto e uma garota que se amavam muito mas que simplesmente não conseguiram fazer [o relacionamento] dar certo". A história, que representa uma mudança na forma de como Taylor apresentava as obras e ajuda a limpar sua imagem de "louca por garotos" formada pela mídia, transcorre da seguinte forma: "Começamos nossa história em Nova Iorque. Era uma vez uma menina conhecida por todos e por ninguém. Seu coração pertencia a alguém que não pôde permanecer. Eles se amavam de forma imprudente. Eles pagaram o preço. Ela dançava para esquecê-lo. Ele andava por sua rua todas as noites. Ela tinha amigos e inimigos. Ele só a via em seus sonhos. Logo, um dia, ele voltou. O passar do tempo é algo engraçado. E todo mundo estava observando. Ela o perdeu, mas encontrou a si mesma e de alguma maneira isso era tudo". Ao anunciar o lançamento do projeto, Swift comentou que o título originou-se de seu nascimento: "Tendo nascido em 13 de dezembro de 1989, este álbum se chama 1989".

## Lançamento e divulgação

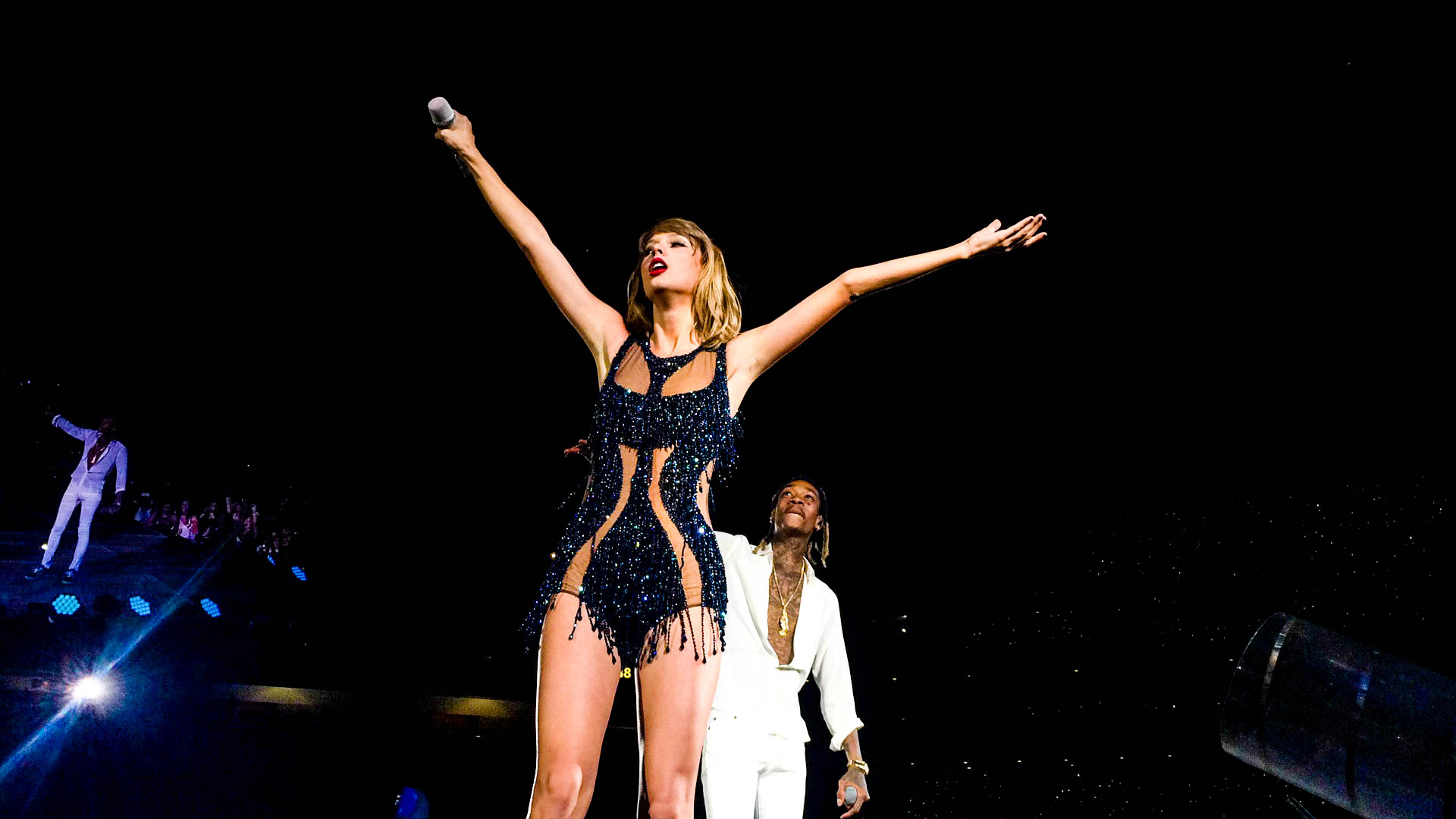
Swift se apresentando no concerto da The 1989 World Tour na cidade de Houston, Texas, acompanhada pelo rapper Wiz Khalifa.

1989 foi considerado um dos mais aguardados de 2014 antes mesmo de ter seu lançamento anunciado. Em uma enquete realizada pela Billboard ao final de 2013, cerca de 14% dos leitores nomearam "o próximo álbum de Taylor Swift" como o terceiro evento mais aguardado do ano seguinte, depois da "próxima turnê de Lady Gaga" (29%) e da "residência em [Las] Vegas de Britney Spears" (19%). Em janeiro de 2014, o portal Zimbio e a MTV incluíram o disco na lista de mais esperados do ano. Enquanto que a MTV não enumerou as obras, o Zimbio colocou o trabalho de Swift em terceiro lugar. Pouco depois do produto ter sido anunciado oficialmente, a CBS News colocou-o em sua lista de "lançamentos musicais essenciais do outono de 2014" e chamou-o de "o mais aguardado da temporada".
Em agosto de 2014, Swift começou a dar pistas sobre um grande anúncio que faria através de publicações no Instagram. No dia 13, confirmou que realizaria uma videoconferência ao vivo no Yahoo! na tarde do próximo dia 18, na qual apresentou-se do topo do Empire State Building para estrear "Shake It Off" e, em seguida, o seu vídeo musical. Logo após, revelou o título do álbum, a sua data de lançamento e a capa. A canção foi novamente apresentada ao vivo na cerimônia dos MTV Video Music Awards de 2014 em 24 de agosto, em 4 de setembro nos German Radio Awards e quinze dias depois no festival musical iHeartRadio. Em meados de outubro, a intérprete cantou no programa francês Le Grand Journal; esteve no programa radiofônico britânico Live Lounge, da BBC Radio 1, no qual cantou uma versão acústica de "Riptide", de Vance Joy, que alcançou o topo da tabela Twitter Top Tracks; no programa francês C à Vous; e na edição britânica do The X Factor, na qual cantou "Shake it Off". Segundo Bianca Gracie, do Idolator, "elementos do cenário como o design inspirado nos anos 20 foram preparados para esconder a voz fraca da artista". Oito dias depois, a cantora apresentou a mesma canção na versão australiana desse programa. Em 23 de outubro, Swift foi convidada a aparecer no Jimmy Kimmel Live!, concedendo uma entrevista e interpretando "Shake It Off" e "Out of the Woods" para um público de 15 mil pessoas. No dia seguinte, apresentou-se no Hollywood Bowl como parte do We Can Survive, um evento beneficente anual promovido pela CBS Radio; no repertório, estavam inclusas "Out of the Woods" e "Shake It Off".
Nas semanas antecedentes ao lançamento de 1989, Swift organizou festas para alguns de seus fãs selecionados a partir de observações feitas pela artista por meses em suas redes socais, que puderam escutar o disco por completo, bem como interagir com a cantora e dar suas opiniões. Os participantes destas "sessões secretas" feitas nas residências da intérprete em Nova Iorque, Los Angeles, Nashville e Londres foram impedidos de levar seus celulares e assinaram um acordo de fidelidade que os proibiam de discutir o título do álbum e as letras das canções. Em 14 de outubro, "Out of the Woods" foi divulgado um como single promocional, e a intérprete declarou que divulgaria pequenos versos de cada canção através de publicações no Instragram. Foi neste período que uma lista de faixas não-oficial contendo dezesseis canções com seus respectivos compositores começou a circular no Twitter, o que levou a artista a desacreditar tal lista no Tumblr, embora fosse igual à lista oficial. Não obstante, uma semana depois, uma loja alemã exibiu o disco em suas prateleiras e publicou uma foto que confirmava o título das treze canções da edição padrão; como resultado, alguns fãs tiraram fotografias do álbum na loja e as divulgaram. Embora tenham sido elaboradas diversas táticas para evitar a divulgação ilegal do disco, 1989 foi inteiramente publicado na Internet três dias antes de sua distribuição oficial.

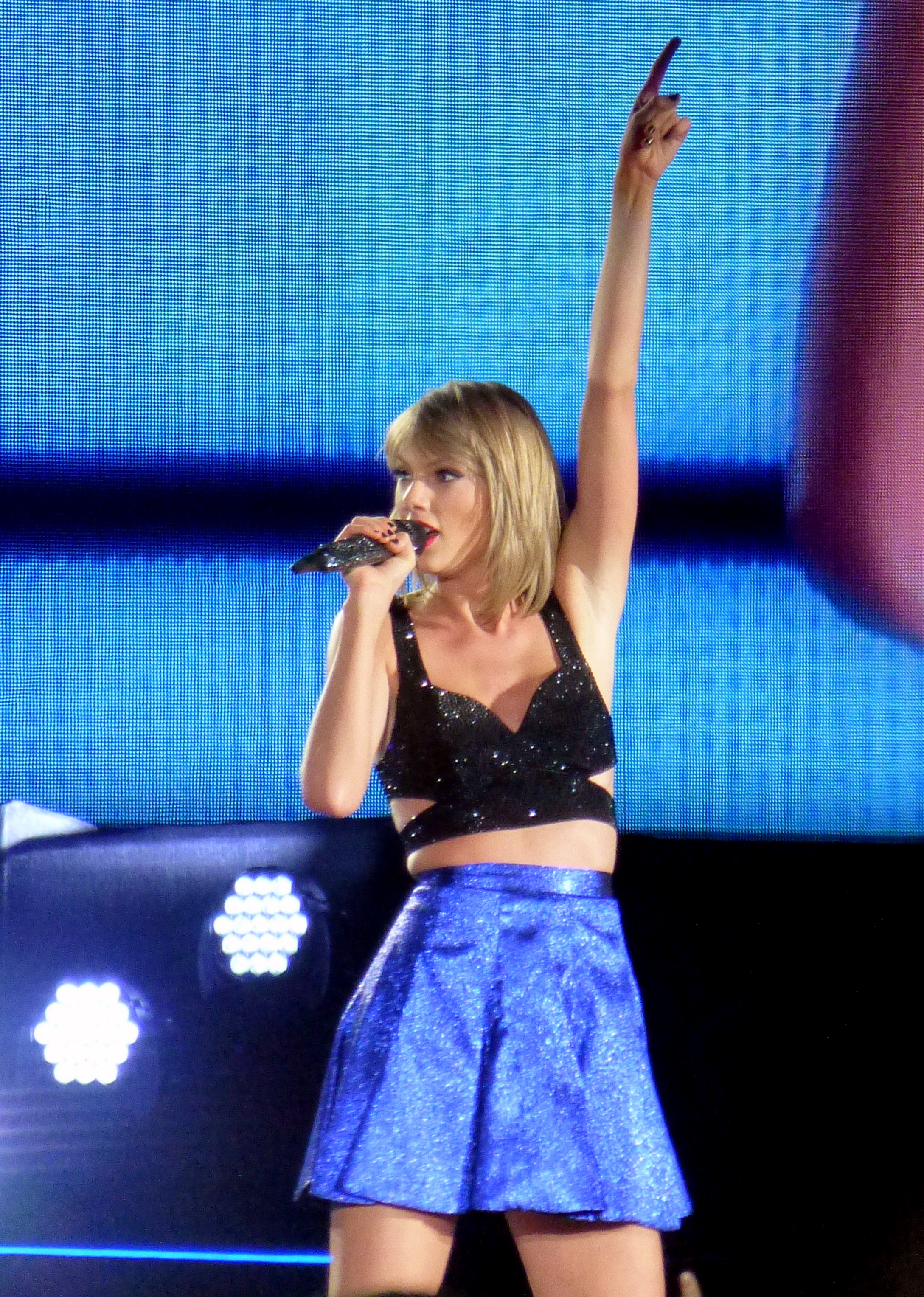
Swift interpretando "New Romantics" na The 1989 World Tour.

No dia do seu lançamento, Swift participou dos programas Good Morning America e The Ellen DeGeneres Show e ainda apresentou "Welcome to New York", "Out of the Woods", "Style", "Blank Space" e "Shake It Off" para 89 fãs durante a última sessão secreta transmitida pelo Yahoo! e pela iHeartRadio. Ao apresentar a primeira obra, a artista expressou sua emoção, ansiedade e falta de calma devido ao lançamento do CD, e explicou para o público do que se tratavam as sessões secretas. Antes de terminar a sessão, agradeceu seus fãs por serem "os fatores mais assombrosos de toda a sua vida". Além disso, depoimentos dela e de Jack Antonoff sobre cada canção do disco foram transmitidos ao longo do dia na programação da MTV estadunidense. No dia seguinte, Swift concedeu uma entrevista no Late Show with David Letterman, onde também interpretou "Welcome to New York". Em 30 seguintes, a cantora realizou uma performance feita na Times Square, que foi transmitida no Good Morning America. Nesta ocasião, cantou "Shake It Off", "Out of the Woods" e "Welcome to New York". Em 23 de novembro, Swift apresentou-se nos American Music Awards de 2014, onde cantou "Blank Space" em uma re-produção do vídeo musical do single. Dois dias depois, apresentou a mesma faixa no The Voice e no programa Songs, transmitido pela NHK. Posteriormente, a cantora esteve na 54º Parada de Dia de Ação de Graças promovida pela loja Macy's; cantou "Welcome to New York" e "Shake It Off".
Em 2 de dezembro, Taylor abriu e encerrou o desfile de moda da Victoria's Secret com "Blank Space" e "Style", respectivamente. Três dias depois, esteve no Staples Center para a primeira de duas apresentações suas do Jingle Ball 2014. Embora estivesse com laringite, os sintomas da doença foram notados apenas quando a intérprete interagiu com o público. Seu segundo show no Jingle Ball 2014 iniciou com "Welcome to New York", a qual foi seguida pelo repertório usado no We Can Survive; "Out of the Woods" foi substituída por "Blank Space". Swift apresentou trechos de "Bad Blood" nos MTV Video Music Awards de 2015, cantados com Nicki Minaj. Swift tocou piano em uma apresentação de "Out of the Woods" feita em 30 de setembro de 2015 no museu do Grammy. Mais tarde, na 58ª edição da premiação, a faixa serviu como o número de abertura. Para esta, ela foi acompanhada por Jack Antonoff. A The 1989 World Tour foi anunciada por Swift em novembro de 2014, tendo iniciado em maio do ano seguinte e terminado em dezembro do mesmo ano. O repertório da turnê apresentou todas as faixas da edição padrão do disco, além de versões retrabalhadas de "I Knew You Were Trouble", "Enchanted" e "Love Story". Um total de 250,7 milhões de dólares foram arrecadados a partir da digressão, fazendo dela a mais bem sucedida da carreira da intérprete e de 2015, bem como a quarta da história para uma artista feminina.

### Proibição em serviços destreaming
"A música está mudando rapidamente e o cenário da indústria musical também. Tudo é muito novo, como o Spotify, e eu acho que ele é um grande experimento. Não estou disposta a compartilhar minha vida de trabalho em um experimento que não recompensa justamente compositores, produtores, artistas e criadores dessa música. Não pareceu certo para mim. Me senti como se dissesse aos meus fãs: se você criar uma música ou uma pintura, qualquer um pode entrar em um museu, tirar esta pintura da parede, arrancar um pedaço e sem pagar por isso."

— Swift sobre a retirada de sua discografia do Spotify.
A Big Machine proibiu a comercialização de 1989 em plataformas de streaming como estratégia para impulsionar suas vendas, uma decisão que surgiu da própria cantora. O Spotify expressou sua insatisfação com esta decisão e mesmo assim listou as canções no site, afirmando: "A artista ou seus representantes decidiram não lançar esse álbum no Spotify. Estamos trabalhando nisso e esperamos que eles mudem de decisão em breve". Meses antes, Borchetta mostrou-se contra esses serviços ao dizer que eles "desvalorizavam a música". Swift, por sua vez, disse que esperava que os artistas percebessem "o esforço que colocaram em seu material e que pedissem para colocar [sua música nas plataformas de streaming], em vez de 'dar a sua música'". Em 3 de novembro, Borchetta decidiu retirar toda a discografia da artista no Spotify, após uma reunião que teve com a empresa. Como resultado, o serviço criou diversas listas de reprodução com o intuito de lidar com a perda, e seus representantes comentaram que "estavam fazendo o máximo possível para trazer Swift de volta". Em entrevista para a Sixx Sense, Borchetta declarou que o catálogo musical de Swift estaria disponível em serviços pagos de streaming como Beats Music e Rhaspody e explicou que a gravadora tomou esta decisão em respeito às pessoas que compram o álbum: "Nunca quisemos envergonhar um fã. Se esse fã comprar o álbum no iTunes, onde seja, logo seus amigos dirão: 'Porque você paga por isso? No Spotify é de graça'. Estamos sendo completamente desrespeitosos com um superfã que queira investir".
Após o anúncio do lançamento da plataforma Apple Music, e com a revelação de que os artistas não seriam pagos pelos streamings dos meses de teste gratuitos, representantes de Swift confirmaram à Billboard que 1989 não seria colocado no serviço, embora o catálogo antigo da artista estivesse disponível. Ela recorreu ao Tumblr para postar uma carta aberta à Apple, declarando que não se preocupava em não ganhar dinheiro, uma vez que já estava em seu quinto trabalho e seria capaz de pagar toda sua equipe com dinheiro arrecadado em turnês; segundo ela, "isso é pelos artistas ou bandas novos que estão seu primeiro single e não receberão pelo seu sucesso". "Nós não pedimos iPhones de graça a vocês. Por favor, não nos peçam para abastecermos vocês com nossa música sem nenhuma compensação", completou. Em sequência, o vice-presidente de Software de Internet e Serviços da Apple, Eddy Cue, anunciou no Twitter que a Apple Music passaria a pagar os responsáveis pela obra pelos streamings. Depois disso, Taylor confirmou que 1989 estaria disponível na plataforma. Tim Bajarin, da revista Time, achou que "o que Swift fez foi criar um cenário em que ambas partes ganham", trazendo uma divulgação grande para o serviço.
Após muita especulação, Swift readicionou toda sua discografia a todos os serviços de streaming em 9 de junho de 2017.

### Promoções e parcerias com empresas
Swift se juntou a diversas empresas para a divulgação de 1989, realizando comerciais com prévias de algumas faixas do disco ou promoções para que fãs a pudessem conhecer. Em agosto de 2014, ela anunciou planos para um concurso chamado 1989 SwiftStakes, cujo título é um jogo de palavras com "sweepstakes" (em português:  sorteio) e o sobrenome da artista. Os participantes do concurso deveriam viver nos Estados Unidos, ter mais de 13 de anos idade e ainda registrar um código único, incluído na embalagem do disco, entre os dias 27 de outubro de 2 de novembro de 2014 na página da cantora. Um dos vencedores poderia ter um encontro particular com Swift, enquanto os outros receberiam outros prêmios — incluindo entradas para concertos, passes para Meet and Greet, fotos autografadas e produtos oficiais.
Em outubro de 2014, a intérprete assinou uma parceira com a cadeia de restaurantes Subway e a marca de refrigerantes Coca-Cola para um concurso no qual 31 de seus fãs poderiam ter a oportunidade de conhecê-la em um dos shows da The 1989 World Tour. Os participantes deveriam comprar uma edição limitada de Diet Coke para adquirir um código especial e cadastrá-lo na página da franquia ou em seu respectivo aplicativo. Um fã foi sorteado a cada dia daquele mês. Tony Pace, diretor de marketing do Subway, explicou que usou as redes sociais para impulsionar a campanha e aproveitar ao máximo os benefícios de trabalhar com Swift: "Taylor alcança um setor muito grande da geração do milênio que está muito comprometida com sua música, e porque ela tem sido muito inteligente sobre sua presença nas redes sociais. Muitas pessoas desse grupo demográfico realmente se identificam com ela".
Ainda em outubro, a Diet Coke lançou um anúncio protagonizado por Swift, no qual "How You Get the Girl" serviu como música-tema. O comercial apresentou-a com um gato e tomando o refrigerante; a cada gole tomado pela artista, mais gatos se materializavam, até a artista estar rodeada pelos felinos. A intérprete concedeu uma prévia de "Style" para um comercial da Target, com o intuito de divulgar a edição do CD comercializada exclusivamente pela loja supracitada. O comercial consistiu em fotografias Polaroid da cantora passando e divertindo-se em Nova Iorque, as quais eram mostradas quadro a quadro. Em 13 de dezembro de 2014, dia do 25° aniversário de Swift, o museu do Grammy iniciou a exposição The Taylor Swift Experience, que apresentou fotos de pessoas e vídeos caseiros inéditos, bem como cartas escritas pela cantora, roupas icônicas e outros materiais, além de ter incluído atividades interativas.

## Composição

### Temas e influências na composição

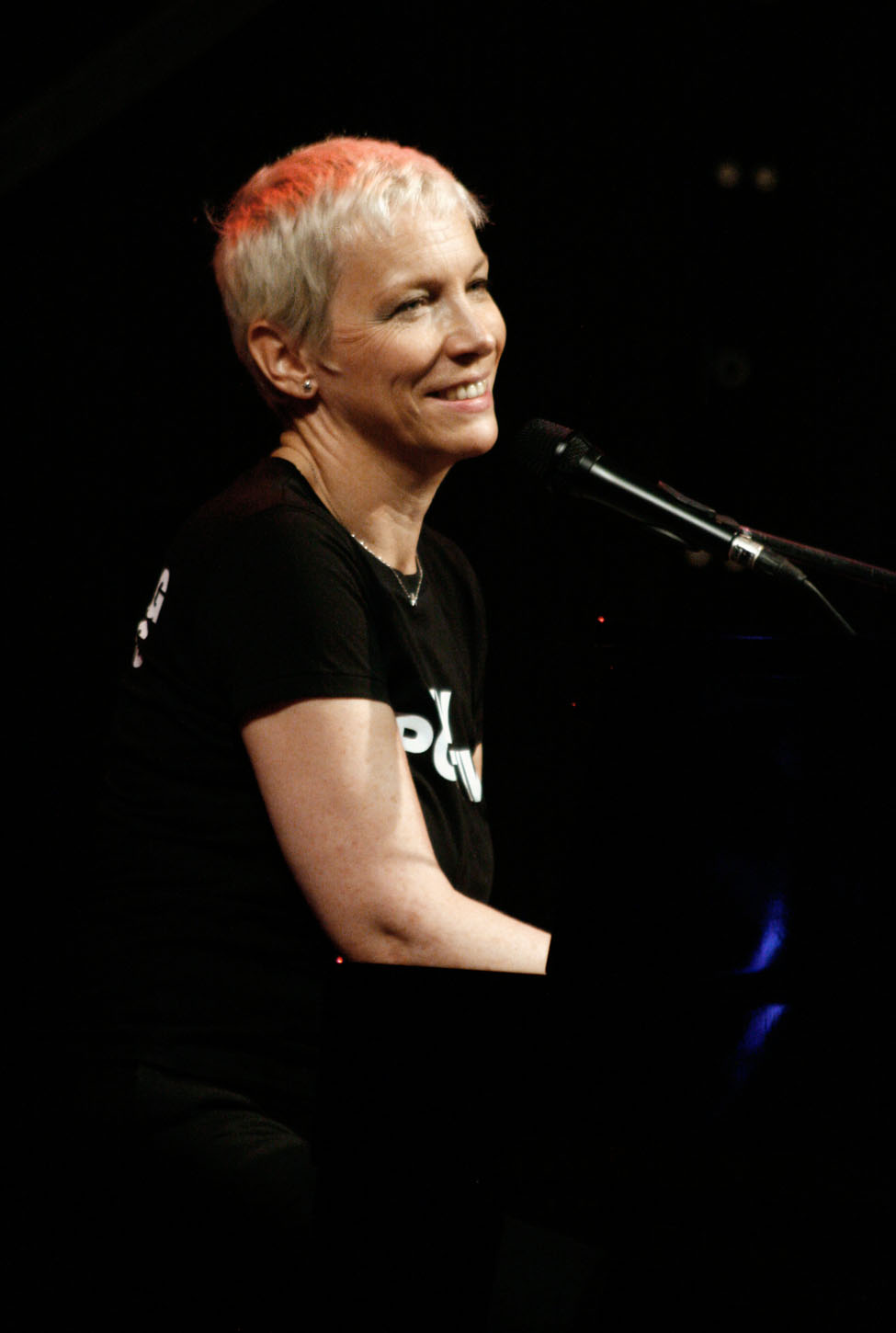
Swift revelou que a cantora Annie Lennox foi uma das suas inspirações no processo de produção de 1989.

Swift referiu-se a 1989 como "seu primeiro trabalho oficialmente pop", afirmando ainda que o pop do final da década de 1980 a inspirou enquanto o gravava. Em entrevista para a Kiss FM, a artista declarou que sua inspiração para o título surgiu a partir da cena musical que se desenvolveu naquele período, a qual ela redescobriu, e que se sentia "criativamente segura" sobre o trabalho. Ela explicou: "Tenho alguns artistas do final dos anos 1980 que, na minha opinião, tomaram as decisões mais incríveis, audaciosas e arriscadas até agora em fazer música pop. Eles realmente estavam muito à frente de seu tempo, como Annie Lennox e o que Madonna estava fazendo no final da década. 'Like a Prayer' é, certamente, uma das melhores canções pop de todos os tempos". Em comparação aos seus trabalhos anteriores, o produto é nitidamente diferente, não incorporando gêneros como o country pop e apresentando uma produção musical mais eletrônica, percussão programada e sintetizadores respaldados por acordes pulsantes de baixo e vocais de apoio processados. Além disso, incorpora ainda guitarras que provêm "textura" a algumas faixas. No ambiente musical, predomina o electropop influenciado por diversos gêneros como o new wave, o R&B contemporâneo, o bubblegum e o synthpop. A intérprete declarou que não se sentia preocupada em "ferir os sentimentos" dos admiradores de seu trabalho country anterior e que não acreditava que houvesse pessoas surpreendidas pela mudança, afirmando: "Creio que o fato de 'I Knew You Were Trouble' ter passado sete semanas no número um nas tabelas pop já tenha sido uma boa advertência".
"Parecia que eu estava explorando um novo gênero musical somente porque eu não queria irritar ninguém [mantendo sempre o mesmo estilo]... Uma das minhas metas era fazer um trabalho coeso musicalmente. Então, se eu colocasse um violino em "Shake It Off" e a enviasse para as rádios country, eu estaria estragando a ideia que tive para este disco: fazer ele ter seu próprio som."
— Swift explicando o porquê de não incluir faixas country em 1989 para a CBS News.
Embora a composição seja menos "micro detalhada" e pessoal do que os discos anteriores, os jornalistas Jem Aswad e Jon Caramanica — da Billboard e do The New York Times, respectivamente — afirmaram que "Swift continua a mesma, inconfundivelmente" e que 1989 é cheio de melodias "polissilábicas" e letras "brincalhonas e provocadoras" com influências contemporâneas. Outros analistas da imprensa especializada também notaram uma "maturidade" no conteúdo lírico, mesmo que sem uso de linguagem explícita, como exemplificado por canções como "Blank Space" e "You Are in Love"; em entrevista à Rolling Stone, a cantora afirmou que toma cuidado em relação ao conteúdo de suas composições pois "sempre haverá uma criança de oito anos na primeira fila" de seus shows. De acordo com Aswad, Martin e os demais colaboradores contribuíram para que as obras se tornassem "mais experimentais e sutis, em contraponto às borbulhantes e malcriadas do passado". No prólogo do folheto que acompanha o produto, a artista afirma que 1989 aborda diferentes histórias: mudar-se para Nova Iorque, novas experiências românticas e dar-se conta que "nada de bom vem sem perda, sofrimento e esforço constante"; ela também disse que o material trata sobre seguir impulsos e "viver a vida em seus próprios termos". Além disso, algumas faixas apresentam uma temática amorosa. Ela definiu a inspiração pelo processo de "autodescoberta" experimentado por ela durante os dois anos anteriores ao lançamento de 1989. No que se refere a artistas, Adrian Thrills, do Daily Mail, notou influências de Gwen Stefani e Lana Del Rey em "Shake It Off" e "Wildest Dreams", respectivamente, enquanto Mikael Wood, do Los Angeles Times, viu "Roar", de Katy Perry, e Del Rey como inspirações para "Bad Blood" e "Wildest Dreams", além de Demi Lovato e Kelly Clarkson em "All You Had to Do Was Stay".

### Conteúdo e estrutura musical

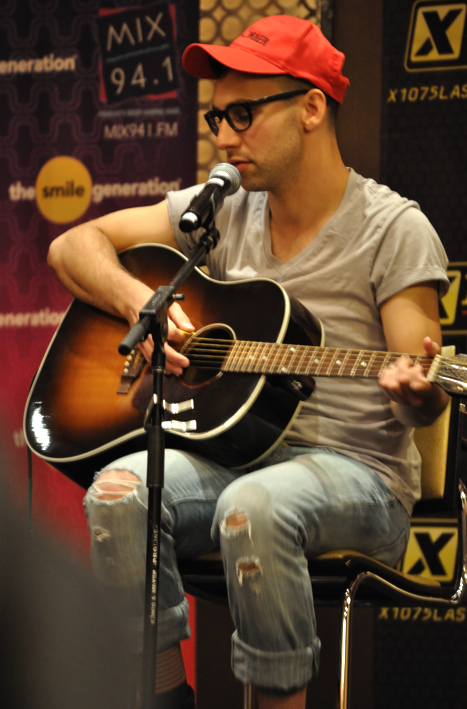
Em 1989, Jack Antonoff, com quem Swift já havia trabalhado em álbuns anteriores, co-escreveu e co-produziu as faixas "Out of the Woods", "I Wish You Would" e "You Are in Love". Além disso, forneceu vocais de apoio e tocou instrumentos.

O álbum abre com "Welcome to New York", uma canção synthpop "cativante" que apresenta palmas sintéticas e um coro preparado para ser cantado por multidões. A cantora revelou que queria começar o disco com esta faixa porque "Nova Iorque tem sido uma paisagem e um local importante para a história da minha vida nos últimos anos. Eu me concentrei em mudar para lá com otimismo e de olhos abertos, e vi que era um lugar potencial com possibilidades infinitas. Você pode ouvir isso sendo refletido no álbum, mais especialmente nesta primeira música". Liricamente, presta tributo à cidade e contém uma mensagem de apoio à comunidade LGBT. "Blank Space", a canção seguinte, é uma faixa electropop que recebeu comparações ao repertório da neozelandesa Lorde. Swift elaborou a faixa como uma piada, refletindo a sua reputação construída pela mídia, que a retratava como "devoradora de homens que namorava para compor canções", para criar uma personagem "incrivelmente complexa e interessante". Sua estrutura musical implementa o hip hop através de uma caixa de ritmos, bem como o som de uma esferográfica. Então segue-se "Style", uma obra pop rock com elementos do electropop reminiscente à atmosfera retrô-moderna de Electric Youth e Blood Orange. Enquanto compunha, Swift pensou em "como existem tendências que nunca ficam ultrapassadas, existem sentimentos que nunca passam". Seus arranjos incluem um riff de guitarra reminiscente aos tocados por Nile Rodgers, além de um pedal wah-wah, com seu conteúdo lírico abordando uma relação instável e pouco saudável de uma garota que usa o "clássico" batom vermelho e uma saia "apertada" com um rapaz que tem o "olhar sonhador de James Dean"; A quarta música, "Out of the Woods", foi composta pela artista em conjunto com Jack Antonoff, que afirmou que ela tem uma produção inspirada pela década de 1980 e uma melodia "apreensiva". O tema surgiu quando Antonoff enviou à artista uma versão sem vocais nem letra e 30 minutos depois, Swift retornou com as linhas já compostas. Um sintetizador Yamaha DX7 foi usado para as partes inspiradas pela década, enquanto no refrão ele é combinado com o sintetizador Minimoog Voyager.
"All You Had to Do Was Stay", quinta música, foi inspirada por um romance dos sonhos de Swift: "Eu estava tentando falar com alguém importante (...) e isso é tudo que sairia da minha boca", afirmou a intérprete. A canção seguinte, "Shake It Off", apresenta um ritmo acelerado e contém instrumentação composta por teclado, percussão, baixo, violão, saxofone, trompete e trombone. Apresenta um som contrastante em comparação aos trabalhos anteriores da cantora e uma linha central de saxofone. Em termos líricos, é dedicada aos detratores de Swift, que explicou: "Eu aprendi uma lição muito difícil na qual as pessoas botem dizer os que elas quiseram sobre nós a qualquer hora, e nós não podemos controlar isso. A única coisa que podemos controlar é a nossa reação à isso". Jason Lipshutz, da Billboard, comparou a melodia da faixa com a de "Thrift Shop", de Macklemore & Ryan Lewis. "I Wish You Would" é outra faixa escrita pela cantora em conjunto com Antonoff. Composta da mesma forma que "Out of the Woods", descreve um garoto que "vai à casa de sua ex-namorada pensando que ela o odeia, mas na verdade ainda o ama". Foi especulado que "Bad Blood" seria inspirada por uma briga entre Swift e Katy Perry, ao que Swift afirmou: "Por anos eu nunca tive certeza se éramos amigas ou não. [...] Aí, ano passado, ela fez algo terrível. E eu pensei 'oh, somos inimigas'. E nem foi sobre um garoto. Tem a ver com negócios. Ela basicamente tentou boicotar uma turnê".
A nona faixa, "Wildest Dreams", teria como tema principal o sexo, devido a linhas como "As mãos dele no meu cabelo / As roupas dele estão no meu quarto". A obra também apresenta uma gravação dos batimentos cardíacos de Swift como a sua batida. Segue-se "How You Get the Girl", descrita pela artista como um "manual de instruções para os homens". Em entrevista para a Us Weekly, comentou que a composição "foi escrita para um rapaz que terminou com sua namorada, e quer ela de volta após seis meses". De acordo com a intérprete, a décima primeira canção "This Love" originou-se de um poema escrito pela própria em 2013 que envolvia a música. A penúltima faixa "I Know Places" contém raposas representando Swift e seu amante sendo perseguidos por "caçadores", que caracterizam a mídia. A cantora disse que seu animal espiritual é uma raposa pela mesma razão. Última música da edição padrão, "Clean" descreve a artista livrando-se de um vício metafórico; este número foi interpretado como uma rejeição da artista aos relacionamentos, em favor da autoiluminação. A faixa bônus "Wonderland" faz frequentes alusões ao livro Alice no País das Maravilhas, ao passo em que "You Are in Love" descreve uma relação feliz e surreal, sendo inspirada pelo relacionamento de Antonoff e Lena Dunham. "New Romantics", cujo título referencia o movimento New Romanticism, é tematicamente similar a "Shake It Off", uma vez que também trata das críticas em relação a Swift e seus fãs.

## Repercussão

### Crítica profissional
| Críticas profissionais | Críticas profissionais |
| Pontuações agregadas   | Pontuações agregadas   |
| Fonte                  | Avaliação              |
| ---------------------- | ---------------------- |
| Metacritic             | (76/100)               |
| Avaliações da crítica  |                        |
| Fonte                  | Avaliação              |
| Allmusic               | [ 95 ]                 |
| Billboard              | [ 93 ]                 |
| Entertainment Weekly   | (B)                    |
| Los Angeles Times      | [ 104 ]                |
| Pitchfork              | (7,7/10)               |
| Rolling Stone          | [ 139 ]                |
| The Guardian           | [ 140 ]                |
| The Independent        | [ 116 ]                |

1989 foi bem recebido por críticos musicais, que elogiaram a mudança musical de Swift e sua produção, a qual sentiram estar bem executada. O portal Metacritic, com base em 29 análises recolhidas, concedeu ao disco uma média de 76 pontos, em uma escala que vai até cem, indicando "análises geralmente positivas".
Escrevendo para a Billboard, Jem Aswad atribuiu quatro estrelas de cinco possíveis e considerou-o como "o melhor de Swift", descrevendo a mudança do público-alvo de um artista como um "movimento arriscado", contudo, afirmando que "Swift evitou esse destino inteiramente com esse álbum, tornando sua rara habilidade de compor para múltiplos públicos e idades ainda mais universais". Stephen Thomas Erlewine, do portal Allmusic, deu três de cinco estrelas para a obra e acusou a artista de ser indiferente ao celebrar temas pop temporais no que sentiu ser uma tentativa de gravar "uma trilha sonora espumante para um estilo de vida ambicioso". James Reed, periodista do The Boston Globe, disse que o disco era o "mais inescrutável" da cantora. Ele considerou sua composição "genérica" e declarou que o trabalho tinha "poucos momentos que fazem você entrar na narrativa", finalizando: "É uma cruel ironia que, na busca de Swift em não soar como anteriormente, ela tampouco soe como si mesma". Em resenha para a Pitchfork, Vrinda Jagota condecorou o álbum com uma nota 7,7 e elogiou o novo som e as composições de Swift, comentando que ela "escreve [sobre] e habita uma fantasia completamente realizada de auto-confiança, convicção e prazer resultante".
Alexis Petridis, do The Guardian, deu quatro estrelas de cinco totais para o produto e descreveu-o como um conjunto de "melodias inegáveis, refrães grandes e perfeitamente elaborados e ganchos persistentes", concluindo: "De qualquer jeito, as razões pelas quais ela obteve o tipo de respeito negado até então estão abundantemente óbvias em 1989". Kitty Empire, do The Observer, avaliou-o com a mesma pontuação e considerou-o uma "confecção atrevida e fofoqueira que brinca com as forças de Swift — forças que definem bastante o pop moderno, com sua obsessão com a vida privada de celebridades e seu foco na emoção intensificada", porém notou a falta de "um single inequivocamente bom como 'I Knew You Were Trouble'". Jon Caramanica, do The New York Times, publicou uma crítica positiva e notou a diferença de 1989 em relação ao resto do pop comum que imita a música urbana; de acordo com ele, a ausência de produtores e artistas do gênero fez a obra soar como "quando o pop era menos abertamente híbrido". Dando ao disco uma nota B de uma escala que vai de A até F, Adam Markovitz, da Entertainment Weekly, nomeou Swift como a compositora mais vívida de sua geração e escreveu que ela se esforça muito para entrar em um gênero fora de sua zona de conforto ao "reduzir gradualmente suas palavras de coisas de amor genéricas por cima de sintetizadores fluídos". Em uma análise do álbum para a Spin, Andrew Unterberger opinou que este era o "menos pessoal de Swift até a data", argumentando que sua nostalgia não o tornava "caricato" e, em vez disso, dava um sentimento "distintamente dos anos 1980" devido à "densidade da produção, as baterias apressadas e vários ganchos líricos".
Rob Sheffield, da Rolling Stone, concedeu quatro de cinco estrelas e avaliou que Swift mostra seu amor pelo synthpop dos anos 1980, considerando a parte final como a melhor. Ele descreveu-o como "profundamente estranho, febrilmente emocional e selvagemente entusiasmado" e concluiu que, embora não seja como nada lançado pela artista anteriormente, ainda soa como algo vindo dela. Braulio Lorentz, do portal brasileiro G1, notou que "[Swift] canta sobre o amor nos tempos do Tinder com desenvoltura [e] não arma duetos com gente do rap ou R&B", citando esses fatores como prova de que "aos 24 anos, parece estar mais pronta do que outras divas menos novinhas". Lorentz elogiou as letras, dizendo que têm "historinhas bem contadas", e concluiu que "1989 desce bem já na primeira audição". Mikael Wood, do periódico Los Angeles Times, deu duas de quatro estrelas e destacou que o produto é formado por "pop profundamente cativante e elegantemente produzido com a qualidade ligeiramente seca de uma biografia autorizada". Wood disse que Swift não experimentou totalmente os estilos da década de 1980 por ter nascido no último ano deste período, mas que "sua credibilidade nestas músicas é o pequeno triunfo de 1989". Jornalista do The Independent, Andy Gill concedeu três estrelas de um total de cinco, escrevendo que o álbum apresenta "contrates marcados, alterações repentinas e imaginas discordantes" e que suas composições tentam "encapsular a dramática mudança emocional em poucas linhas chamativas".  Escrevendo para o Toronto Sun, Darryl Sterdan avaliou 1989 negativamente e resenhou que "em muitos aspectos, também é o seu [álbum] menos atrativo, ao sublimar suas forças características em uma tentativas de recriar uma era para a qual não está interessada em voltar".

### Reconhecimento
Em 2015, 1989 venceu a categoria Álbum do Ano (Ocidental) nos Japan Gold Disc Awards e foi indicado Álbum Pop/Rock Internacional nos ECHO Awards e Álbum Internacional do Ano nos Juno Awards. Além disso, Swift foi indicada a um total de catorze Billboard Music Awards, tendo 1989 obtido a estatueta de Top Billboard 200 Album, e a mais seis categorias nos American Music Awards, tendo 1989 vencido Álbum de Pop/Rock Favorito e a intérprete Artista Adulto Contemporâneo Favorito. Nos Grammy Awards de 2016, o álbum venceu em duas categorias: Melhor Álbum Vocal de Pop, rendendo-lhe o título de primeira artista a conquistar Grammys em diferentes gêneros musicais, uma vez que já havia ganho Melhor Álbum Country; e Álbum do Ano, fazendo de Swift a primeira artista feminina a obter o galardão por duas vezes com seus próprios trabalhos, tendo vencido seis anos antes com Fearless (2008). A vitória nesta última categoria tornou-se controversa, pois To Pimp a Butterfly (2015), disco aclamado de Kendrick Lamar que era tido como o favorito, não venceu. Algumas publicações adjetivaram a premiação de racista. Ainda em 2016, 1989 venceu Álbum do Ano nos iHeart Radio Music Awards e foi indicado novamente para Top Billboard 200 Album.
Ao final de 2014, 1989 foi incluído em diversas listas que compilavam os melhores lançamentos do ano. A Billboard elegeu-o o melhor do ano, citando que poucos artistas conseguem fazer uma mudança de estilo profunda e conseguir êxito como Swift, adicionando que ela "conseguiu conquistar o mundo pop sem esforços e excesso de carisma". Editores da Rolling Stone avaliaram-no como o décimo melhor de 2014, em uma lista com cinquenta, completando: "Ela [Swift] soa como se estivesse em casa sobre essas batidas de Max Martin". De acordo com Eliza Thompson, da Cosmopolitan, o produto "foi, sem dúvida, o maior álbum de 2014". Thompson citou as vendas como exemplo da "grandeza" do trabalho, mas completou que "deixando os números de lado, o projeto é muito bom". Em uma compilação não numerada para a Vogue, Alex Frank descreveu-o como "um passo muito agradável em direção a familiares sons de pop". O portal American Songwriter listou-o na quarta colocação entre os cinquenta melhores, argumentando que "com seu mais recente trabalho, 1989, Swift não só fez o disco pop mais vendido de 2014, também fez um projeto com um som melhor [em relação aos seus anteriores]". A Time, além de citá-lo como o quarto melhor, considerou 1989 o "melhor álbum de pop mainstream do ano".
A obra ingressou entre as vinte melhores das publicações The Age e do The A.V. Club; a primeira não especificou a colocação, comentando que o produto "evita os obstáculos do pop atual depois de deixar o country", e a segunda colocou-o no décimo quinto lugar, ao obter 32 pontos. Além disso, um editor desta escreveu que "no fim das contas, o álbum é uma lembrança de que a música pop — as brilhantes canções para a rádio — também podem ter sustância". Colocando-o no posto 31 da sua compilação, Meaghan Garvey, da Pitchfork Media, citou-o como "generoso" e "muito perfeito", embora tenha dito que não é totalmente uma mudança musical, uma vez que "apresenta os momentos mais brilhantes de Red". Para a Complex, 1989 foi o oitavo melhor projeto de 2014. A revista declarou: "Esta é Swift, a que corre riscos, a garota de mudança que levou consigo uma mala de viagem, uma vontade de experimentar e um pouco de confiança para fazer isso à sua maneira". Jon Caramanica, colunista musical do The New York Times, decidiu que era o sétimo melhor de 2014 por ser "grande", "brilhante", "astuto", "amargo" e "extremamente otimista sobre a vida em Nova Iorque". Em 2020, foi incluído na posição 383 na versão revisada da lista dos 500 maiores álbuns de todos os tempos, da revista Rolling Stone.

### Impacto cultural

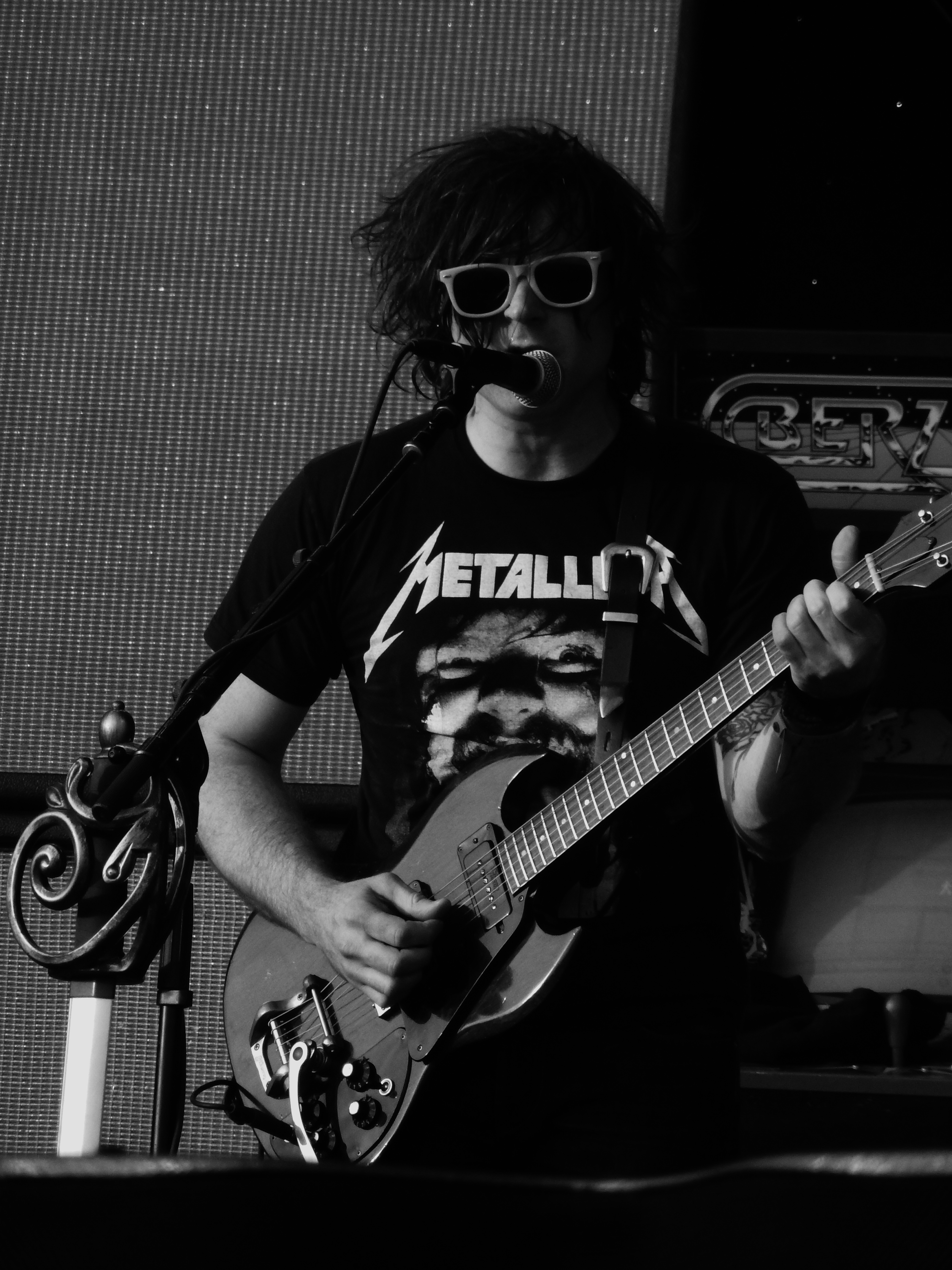
O cantor Ryan Adams (imagem) lançou sua regravação de 1989 em setembro de 2015.

O sucesso comercial de 1989 transformou a imagem de Swift de cantora-compositora country a fenômeno pop global. O disco foi o segundo na década de 2010 a conquistar cinco ou mais singles que atingissem as dez melhores posições nos Estados Unidos, e fez da cantora a segunda mulher a ter dois álbuns com cinco faixas no top-10. Suas faixas de trabalho foram tocadas nas rádios americanas por mais de um ano e meio após seu lançamento, o que foi descrito pela Billboard como "uma espécie de onipresença cultural que é rara para um álbum dos anos 2010". O acadêmico Shaun Cullen, especialista em humanidades, descreve Swift como uma figura "no topo do pop do pós-milênio". De acordo com Neil Smith, da BBC, 1989 "pavimentou o caminho para artistas que não mais se querem encaixar em gêneros musicais separados". Ian Gomerly, do jornal britânico The Guardian, afirmou que Swift se encontra na linha de frente do poptimism, já que 1989 foi capaz de substituir as tendências dance e urban da década, provando que "sucesso comercial e uma visão artística clara não são ideias incompatíveis". A produção pop e eletrônica do disco se manteve nos próximos dois trabalhos da artista, Reputation (2017) e Lover (2019), consolidando ainda mais sua imagem como estrela pop.
Em conjunto com o sucesso do álbum, a nova imagem de Swift tornou-se objeto de escrutínio público. A cantora se descrevia como feminista, mas suas aparições públicas com artistas e modelos, em uma espécie de grupo chamado pela mídia de seu "squad", causou a impressão de que ela só o fazia para se manter relevante para os tabloides. Kristy Fairclough, professora de cultura popular e cinema, comenta: "Sua mudança de estética e amizades parece confusa em uma narrativa que apresenta Taylor Swift como o centro do universo cultural". As disputas públicas da americana com outras celebridades, em especial com o rapper Kanye West, diminuíram a ideia de autenticidade com o público que Swift tentava manter até então. Após o término da 1989 World Tour, ela anunciou um hiato prolongado da vida pública, pois acreditava que o público precisava de um tempo dela. Seu disco seguinte, Reputation, é inspirado em grande parte por essa relação tumultuosa com a mídia.
Análises em retrospecto de Jay Willis, da GQ, Sasha Geffen, da New York, e Hannah Mylrea, da NME, notam positivamente como 1989 evitou as tendências contemporâneas de fusão entre hip hop e R&B, tornando-o um disco atemporal que representa um dos "melhores resultados" da "coragem" de Swift. Mylrea o considera o melhor trabalho da cantora, descrevendo-o como uma influência aos músicos mais jovens a abraçar o "pop puro", contribuindo para a crescente onda de lançamentos com uma sonoridade nostálgica aos anos 1980. Geffen atribui o sucesso do projeto à presença de um engajamento emocional nas letras, o que, segundo ela, é incomum no pop. Para a Clash, não haveria Dua Lipa sem 1989 — o disco que normalizou mesclar gêneros musicais, da mesma forma que "as estrelas pop fazem agora". Dentre os artistas contemporâneos que citam 1989 como influência em seu trabalho, estão os americanos Conan Gray, Jared Leto, e a banda britânica The Vamps, que inspirou-se no álbum durante o processo de criação de Wake Up (2015). Jennifer Kaytin Robinson cita o projeto como uma de suas inspirações para sua primeira direção cinematográfica, Someone Great, de 2019. O cantor compatriota Ryan Adams lançou em 21 de setembro de 2015 uma regravação de 1989. O artista ouviu o projeto frequentemente para ajudar a lidar com o término de seu casamento, no final de 2014, citando o disco como "alegre". Em sua versão, Adams troca a instrumentação eletrônica original por uma mais acústica. Swift respondeu com bastante animação, dizendo a Adams: "O que você fez com meu álbum é como um ator trocando a ênfase".

## Singles

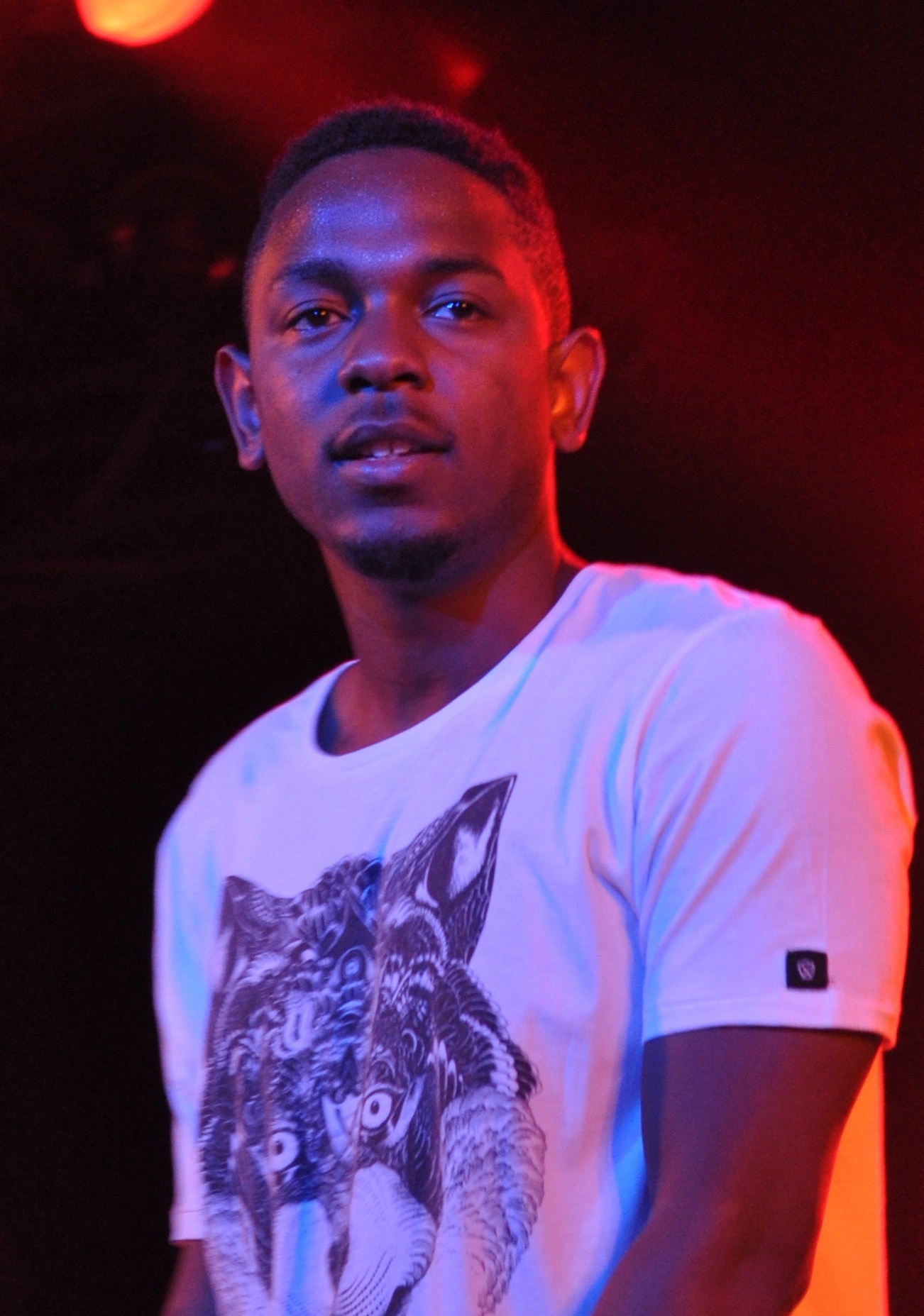
O rapper Kendrick Lamar participa do remix de "Bad Blood", o qual foi lançado como o quarto single de 1989.

Foram lançados sete singles de 1989. Em termos comerciais, o primeiro, intitulado "Shake It Off", que além de ter sido indicado nas categorias de Gravação do Ano, Canção do Ano e Melhor Desempenho Solo de Pop nos Grammy Awards de 2015, conseguiu culminar nas tabelas musicais de oito países, inclusive os EUA, onde se converteu no 22º tema a estrear no ápice da Billboard Hot 100. "Blank Space" foi enviada para estações de rádio estadunidenses rhythmic e adult contemporary em 10 de novembro de 2014. Nos Grammy Awards de 2016, recebeu as mesmas indicações obtidas por "Shake It Off". Comercialmente, conseguiu repetir o sucesso da faixa de trabalho anterior, fazendo de Swift a primeira artista feminina a suceder-se no ápice da Billboard Hot 100, onde permaneceu por sete semanas consecutivas. Seu vídeo musical venceu os prêmios de Melhor Vídeo Feminino e Melhor Vídeo Pop nos MTV Video Music Awards de 2015. Enviado para rádios adult contemporary em 9 de fevereiro de 2015 como o terceiro single, "Style" teve um desempenho comercial favorável, conseguido se posicionar dentro das quarenta melhores posições em quinze países. O seu vídeo musical foi considerado pela imprensa como sensual e o mais cinematográfico da carreira da artista. O quarto single, "Bad Blood", com participação do rapper Kendrick Lamar, alcançou o topo das tabelas musicais na Austrália, Nova Zelândia e Estados Unidos, sendo certificada com disco de platina nos três territórios, e recebeu uma indicação para Melhor Desempenho Solo de Pop nos Grammy Awards de 2016. O seu vídeo musical conquistou dois troféus nos MTV Video Music Awards de 2015, incluindo Vídeo do Ano, além do de Melhor Vídeo Musical nos Grammy Awards.
Swift anunciou que "Wildest Dreams" seria divulgado como o quinto single de 1989. O tema alcançou um sucesso moderado em tabelas musicais, alcançando as cinco melhores colocações na Austrália, Canadá e Estados Unidos. Uma polêmica relacionada com o seu vídeo musical surgiu quando analistas notaram a ausência de pessoas de cor negra, apesar deste ter sido gravado em África, e a falta da representação do colonialismo africano. Originalmente, "Out of the Woods" fora lançada de forma promocional dias antes do lançamento de 1989, tendo conseguido registrar entrada no 18º posto da Billboard Hot 100, fazendo de Swift a segunda cantora com o maior número de entradas na tabela. Além disso, estreou no cume da Digital Songs, deixando "Shake It Off" na segunda colocação e convertendo a intérprete na única a ter duas faixas nas duas primeiras posições do gráfico por mais de uma vez. O seu lançamento oficial como single ocorreu em 12 de janeiro de 2016. Embora tenha sido inicialmente negado por Swift que "New Romantics" seria lançada como single, a faixa foi enviada para estações de rádio mainstream em 23 de fevereiro de 2016 como o sétimo e último single de 1989. Alcançou o seu pico na 46ª posição da Billboard Hot 100, e chegou às quarenta melhores posições na Austrália.
"Welcome to New York" foi divulgada como um single promocional em 20 de outubro de 2014. Em termos comerciais, conseguiu entrar nas tabelas musicais de territórios como Austrália, Canadá, Estados Unidos, Nova Zelândia e Reino Unido.

## Lista de faixas
| 1989 – Edição padrão |                              |                                         |                                                |         |  |
| N.º                  | Título                       | Compositor(es)                          | Produtor(es)                                   | Duração |  |
| 1.                   | "Welcome to New York"        | Taylor Swift · Ryan Tedder              | Swift · Tedder · Noel Zancanella               | 3:32    |  |
| 2.                   | "Blank Space"                | Swift · Max Martin · Shellback          | Martin · Shellback                             | 3:51    |  |
| 3.                   | "Style"                      | Swift · Martin · Shellback · Ali Payami | Martin · Shellback · Payami                    | 3:51    |  |
| 4.                   | "Out of the Woods"           | Swift · Jack Antonoff                   | Swift · Antonoff · Martin[A]                   | 3:55    |  |
| 5.                   | "All You Had to Do Was Stay" | Swift · Martin                          | Martin · Shellback · Mattman & Robin           | 3:13    |  |
| 6.                   | "Shake It Off"               | Swift · Martin · Shellback              | Martin · Shellback                             | 3:39    |  |
| 7.                   | "I Wish You Would"           | Swift · Antonoff                        | Swift · Antonoff · Martin[A] · Greg Kurstin[B] | 3:27    |  |
| 8.                   | "Bad Blood"                  | Swift · Martin · Shellback              | Martin · Shellback                             | 3:31    |  |
| 9.                   | "Wildest Dreams"             | Swift · Martin · Shellback              | Martin · Shellback                             | 3:40    |  |
| 10.                  | "How You Get the Girl"       | Swift · Martin · Shellback              | Martin · Shellback                             | 4:07    |  |
| 11.                  | "This Love"                  | Swift                                   | Swift · Nathan Chapman                         | 4:10    |  |
| 12.                  | "I Know Places"              | Swift · Tedder                          | Swift · Tedder · Zancanella                    | 3:15    |  |
| 13.                  | "Clean"                      | Swift · Imogen Heap                     | Swift · Heap                                   | 4:30    |  |
| Duração total:       | Duração total:               | Duração total:                          | Duração total:                                 | 48:41   |  |

| 1989 – Faixas bônus da edição deluxe |                                      |                            |                              |         |  |
| N.º                                  | Título                               | Compositor(es)             | Produtor(es)                 | Duração |  |
| 14.                                  | "Wonderland"                         | Swift · Martin · Shellback | Martin · Shellback           | 4:05    |  |
| 15.                                  | "You Are in Love"                    | Swift · Antonoff           | Swift · Antonoff · Martin[A] | 4:27    |  |
| 16.                                  | "New Romantics"                      | Swift · Martin · Shellback | Martin · Shellback           | 3:50    |  |
| 17.                                  | "I Know Places" (lembrete de voz)    | Swift · Tedder             |                              | 3:36    |  |
| 18.                                  | "I Wish You Would" (lembrete de voz) | Swift · Antonoff           |                              | 1:47    |  |
| 19.                                  | "Blank Space" (lembrete de voz)      | Swift · Martin · Shellback |                              | 2:11    |  |
| Duração total:                       | Duração total:                       | Duração total:             | Duração total:               | 68:36   |  |

| 1989 – DVD bônus da edição japonesa |                                                        |                |         |  |
| N.º                                 | Título                                                 | Diretor        | Duração |  |
| 1.                                  | "Shake It Off" (videoclipe)                            | Mark Romanek   | 3:51    |  |
| 2.                                  | "Shake It Off" (The Cheerleaders Scene)                |                | 3:52    |  |
| 3.                                  | "Shake It Off" (The Ballerinas Scene)                  |                | 3:44    |  |
| 4.                                  | "Shake It Off" (The Modern Dancers Scene)              |                | 4:01    |  |
| 5.                                  | "Shake It Off" (The Animators Scene)                   |                | 3:58    |  |
| 6.                                  | "Shake It Off" (The Twerkers & Finger Tutting Scene)   |                | 4:00    |  |
| 7.                                  | "Shake It Off" (The Ribbon Dancers Scene)              |                | 3:40    |  |
| 8.                                  | "Shake It Off" (The Band, the Fans & the Extras Scene) |                | 4:13    |  |
| Duração total:                      | Duração total:                                         | Duração total: | 31:19   |  |

Notas
A  - denota produtores vocais
B  - denota produtores adicionais

## Equipe e colaboradores
Todo o processo de elaboração de 1989 atribui os seguintes créditos:
Gestão
- Jason Campbell: coordenação de produção
- Sony DADC: impressão
- Big Machine Records: gravadora, proprietária de direitos autorais/direitos autorais fonográficos
- Universal Music Distribution: distribuição nacional/internacional
- Universal Music International: licenciamento
- Publicado pelas empresas Sony/ATV Tree Publishing (ASCAP), Taylor Swift Music (BMI), MXM (ASCAP) (administrada pela Kobalt Songs Music Publishing, Inc.), Write Me a Song Publishing (GMR Publishing), Sony/ATV Songs LLC e Ducky Donath Music (BMI)

Locais de gravação
| - Conway Studios (Los Angeles, Califórnia) - MXM Studios (Estocolmo) - Jungle City Studios (Nova Iorque) - Lamby's House Studios (Nova Iorque) | - Studio Elevator Nobody (Gotemburgo) - Pain in The Art Studio (Nashville, Tennessee) - The Hideaway Studio (Minneapolis) - MixStar Studios (Virginia Beach, Virginia) |

Visuais e imagem
| - Taylor Swift: direção criativa - Sarah Barlow: fotografia - Stephen Schofield: fotografia - Bethany Newman: direção artística - Josh Newman: direção artística | - Amy Fucci: design - Austin Hale: design - Jemma Muradian: cabelo - Lorrie Turk: maquiagem - Joseph Cassell: figurino |

Vocais
| - Taylor Swift: vocal principal, vocal de apoio, vocal adicional - Max Martin: vocal de apoio - Shellback: vocal de apoio | - Ryan Tedder: vocal de apoio - Jack Antonoff: vocal de apoio - Imogen Heap: vocal de apoio |

Produção
| - Taylor Swift: composição, produção - Max Martin: composição, produção, produção vocal, programação - Shellback: composição, produção, programação - Ali Payami: composição, produção, programação - Ryan Tedder: composição, produção, gravação, programação de bateria, programação adicional - Noel Zancanella: produção, programação de bateria, programação adicional - Jack Antonoff: composição, produção - Nathan Chapman: composição, produção, gravação - Imogen Heap: composição, produção, gravação, programação - Mattman & Robin: produção, programação - Greg Kurstin: produção adicional - Michael Ilbert: gravação | - Smith Carlson: gravação - Laura Sisk: gravação - Sam Holland: gravação - Mattias Bylund: gravação e edição de cordas - Matthew Tryba: assistência de gravação - Eric Eylands: assistência de gravação - Brendan Morawski: assistência de gravação - Cory Bice: assistência de gravação - Serban Ghenea: mixagem - John Hanes: engenharia de mixagem - Peter Carlsson: engenharia de Pro Tools - Tom Coyne: masterização - Sterling Sound: masterização |

Instrumentação
| - Taylor Swift: guitarra acústica, batimentos cardíacos, palmas, gritos - Max Martin: teclados, piano, palmas, gritos - Shellback: violão, guitarra elétrica, baixo, teclado, percussão, gritos, passo, guitarra, joelhos, ruídos, bateria - Ali Payami: teclados, programação - Ryan Tedder: piano, sintetizador Juno, guitarra acústica, guitarra elétrica, sintetizadores adicionais - Noel Zancanella: sintetizadores, baixo, sintetizadores adicionais | - Nathan Chapman: guitarra elétrica, baixo, teclados, bateria - Imogen Heap: vibrafone, bateria, calimba, percussão, teclados - Mattman & Robin: bateria, guitarra, baixo, teclados, percussão - Greg Kurstin: teclados - Niklas Ljungfelt: guitarras funk - Jonas Thander: saxofone - Jonas Lindeborg: trompete - Magnus Wiklund: trombone |

## Desempenho comercial

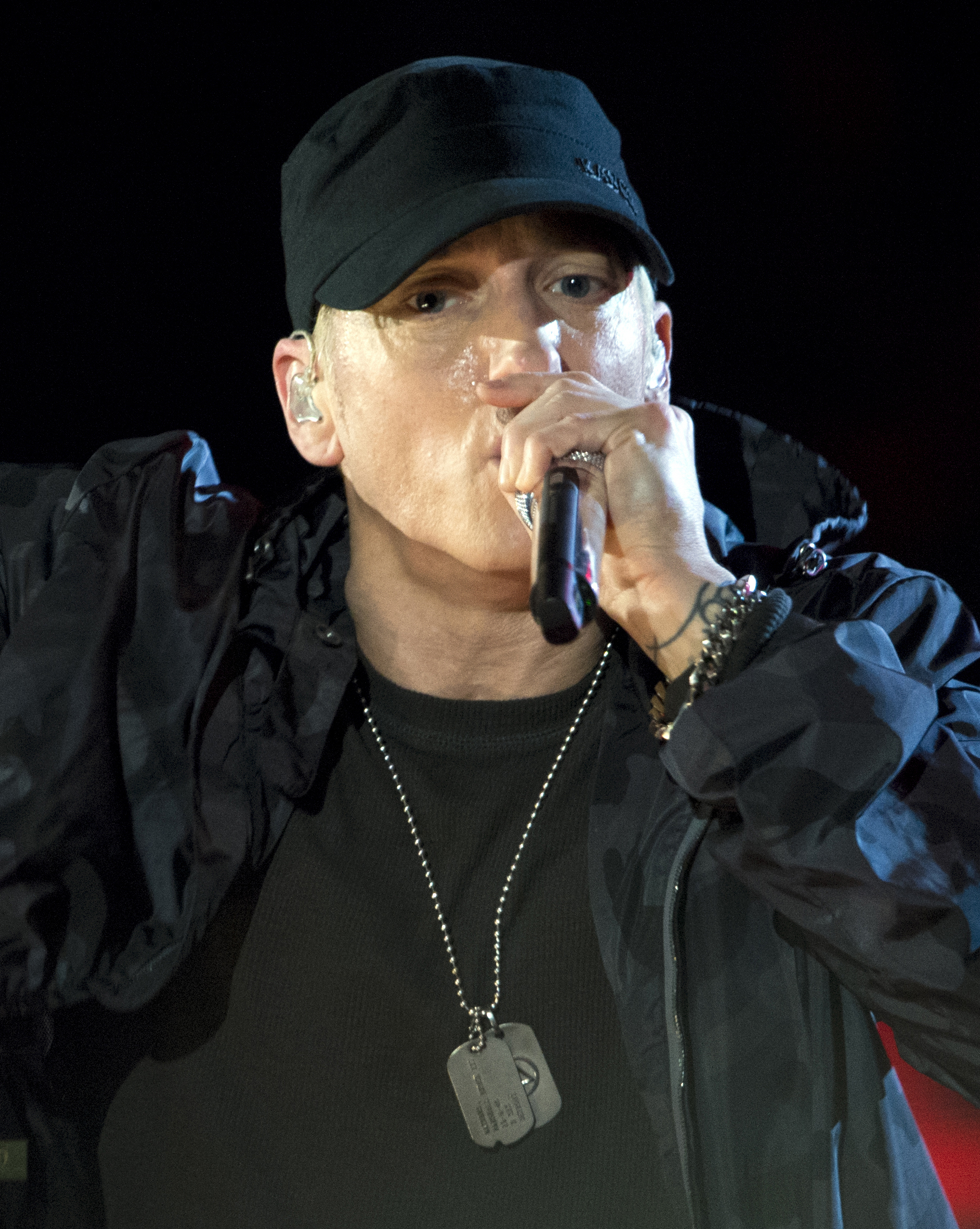
As 1 milhão e 287 mil cópias comercializadas de 1989 em sua primeira semana nos Estados Unidos renderam ao disco a melhor venda semanal de álbuns desde 2002, quando The Eminem Show, de Eminem, registrou 1 milhão e 332 mil unidades adquiridas.

1989 obteve um grande sucesso em todo o mundo. O disco chegou ao topo das paradas de treze países e vendeu 10 milhões de cópias mundialmente, de acordo com a Federação Internacional da Indústria Fonográfica (IFPI), recebendo diversas certificações pelo planeta.
Nos Estados Unidos, o álbum foi motivo de especulação durante meses a fio, especialmente com a crise na indústria musical que ocorria no país. As previsões de venda para a primeira semana do lançamento do disco foram revisadas diversas vezes, variando entre 750 mil e 1 milhão e 300 mil unidades. Em seu primeiro dia nas lojas, vendeu 600 mil cópias; ao acumular 1 milhão e 287 mil cópias ao final da primeira semana de comercialização, o álbum foi considerado a "salvação da indústria musical" naquele ano. Segundo o USA Today, o CD vendeu duas cópias por segundo na sua semana de lançamento; com isso, todos os títulos detidos por Ghost Stories, da banda Coldplay, o até então disco mais comprado do ano, foram superados: tanto sua primeira semana de vendas, a recordista do ano com 383 mil cópias, como suas vendas totais contabilizadas até aquele momento, 745 mil cópias. 1989 obteve também a melhor semana de vendas desde 2002, quando The Eminem Show, do rapper Eminem, registrou 1 milhão e 322 cópias adquiridas, e tornou-se o décimo-nono disco a estrear com compras acima de um milhão. Por outro lado, Swift converteu-se no primeiro ato a conseguir que três álbuns consecutivos conseguissem números acima de um milhão. O segundo lugar de disco mais vendido de maneira digital é também de Swift, atrás somente de Born This Way (2011), de Lady Gaga, que obteve 662 mil unidades digitais comercializadas. Com isso, o projeto atingiu o topo da Billboard 200 e também o da Digital Albums. Além disso, Swift, somente com as vendas da primeira semana de distribuição de 1989, conseguiu tornar-se responsável por 22% do lucro da indústria musical em 2014, tendo vendido mais cópias do que todos os álbuns da segunda à 107.ª posição da Billboard 200 combinados.
O trabalho continuou em primeiro lugar durante suas segunda e terceira semana de disponibilização nos Estados Unidos, acumulando um total de 2 milhões de unidades comercializadas. Na atualização seguinte, foi substituído no cume por Four, de One Direction, que registrou 387 mil unidades, mas voltou ao ápice da tabela na semana após essa, completando sua quarta semana não consecutiva no topo. 339 mil cópias foram vendidas naqueles sete dias, 281 mil das quais foram obtidas com as vendas físicas e digitais. Tendo ocupado o topo por onze semanas, 1989 finalizou o ano como o terceiro álbum mais bem sucedido nos Estados Unidos, com 3,34 milhões de cópias em território estadunidense. Em 31 daquele mês, a Billboard anunciou que o álbum havia sido o mais vendido de 2014 no país, com 3,66 milhões de unidades. A trilha sonora do filme Frozen (2013) foi a mais vendida do ano em todas as semanas, com exceção da última, em que foi ultrapassada por 1989; tal ocorrência não acontecia em vinte anos, quando The Sign, de Ace of Base, foi ultrapassado pela trilha sonora de The Lion King. Na tal edição, Frozen vendeu 64 mil réplicas, enquanto o álbum de Swift registrou 326 mil e completou sua sétima semana no topo. Com isso, 1989 foi o segundo álbum de Swift a ser o mais vendido do ano desde Fearless (2009), que obteve vendas de 3,22 milhões e, juntamente com a trilha sonora, foi o único disco a vender três milhões de cópias em 2014 em território estadunidense.
Em janeiro de 2015, o disco ultrapassou as 4 milhões de cópias nos Estados Unidos, tornando-se assim o primeiro álbum a atingir tal marca desde que Red conseguiu o mesmo feito em 23 de fevereiro de 2014. Ao começo do mês seguinte, 1989 tinha conseguido manter-se no topo da Billboard 200 por onze semanas não-consecutivas, estabelecendo Swift como a artista feminina com o segundo maior número de semanas totais no cume da parada, perdendo para as 46 semanas de Whitney Houston. O trabalho também ficou durante 24 semanas consecutivas no top 5 do gráfico, tornando-o um dos nove CDs a permanecer por esse período na tabela desde 1963. Em 13 de março de 2015, a Billboard anunciou que a obra havia vendido mais que os últimos dois produtos de Swift com 19 semanas de lançamento. No dia 27 de outubro, tornou-se o quinto álbum a manter-se durante um ano inteiro no top 10 da parada, e lá conseguiu ficar até sua 54.ª semana de desempenho. Até janeiro de 2024, 1989 havia vendido 6 milhões e 400 mil unidades em território estadunidense.
No Canadá, o álbum estreou no topo da Canadian Albums Chart, vendendo 107 mil cópias; na semana seguinte, manteve a posição, acumulando 144 mil discos comprados. Ao final de 2014, foi anunciado que 1989 tornou-se o mais vendido daquele ano no país, por suas 314 mil compras. Na América do Sul, 1989 desempenhou-se bem: no Brasil, o disco conseguiu chegar à terceira posição da lista de mais vendidos da Pro-Música Brasil (PMB), e recebeu da associação dois certificados de diamante: pela edição Big Machine Radio Release Special e outro para a edição padrão. Na Argentina, a CAPIF condecorou o trabalho como disco de ouro pelas vinte mil cópias adquiridas. Na Europa, o disco também saiu-se bem; no Reino Unido, as vendas de 90 mil fizeram o disco debutar no cume da UK Albums Chart. Tornou-se o segundo trabalho de Swift a chegar à liderança da parada, após Red (2012), e foi o CD mais rapidamente vendido para uma cantora em 2014. Contabiliza-se que a obra vendeu cerca de 1.129 milhões de unidades em território britânico. Conseguiu também chegar ao topo da parada escocesa de discos. Na Alemanha, Dinamarca, Suíça e Espanha, onde o trabalho chegou à oitava, quarta, terceira e quarta colocações, respectivamente, foi certificado disco de ouro. Registrou entrada também em tabelas da Finlândia, França e Itália; na Irlanda, Noruega e Países Baixos, foi líder de vendas, e chegou ao terceiro número em Portugal.
Em terras asiáticas, 1989 conseguiu desempenhar-se na Coreia do Sul, no Japão e em Taiwan, chegando à vice-liderança, à terceira colocação e ao topo da tabela nacional, respectivamente. Foi certificado como disco de platina na China e no Japão e platina tripla na Índia. Na Austrália e na Nova Zelândia, nações localizadas na Oceania, conquistou o cume das paradas oficiais; foi o disco mais rapidamente comprado em território australiano em 2014, com 43 mil cópias, ultrapassando Ghost Stories e triplicando o resultado do segundo colocado da semana, Jukebox, da banda Human Nature, que acumulou 17 mil exemplares. Com isso, foi condecorado disco de diamante (11x platina) pela Australian Recording Industry Association (ARIA), organização australiana, e platina tripla pela Recorded Music NZ (RMNZ), neozelandesa.
| País — Tabela musical (2014–15)          | Melhor posição |
| ---------------------------------------- | -------------- |
| África do Sul (EMA)                      | 8              |
| Alemanha (Media Control Charts)          | 4              |
| Austrália (ARIA Charts)                  | 1              |
| Áustria (Ö3 Austria Top 40)              | 4              |
| Bélgica (Ultratop 50 de Flandres)        | 1              |
| Bélgica (Ultratop 40 da Valônia)         | 7              |
| Brasil (PMB)                             | 3              |
| Canadá (Canadian Albums Chart)           | 1              |
| Coreia do Sul (Gaon Music Chart)         | 2              |
| Croácia (CDU)                            | 5              |
| Dinamarca (Hitlisten)                    | 2              |
| Escócia (OCC)                            | 1              |
| Espanha (PROMUSICAE)                     | 4              |
| Estados Unidos (Billboard 200)           | 1              |
| Estados Unidos (Digital Albums)          | 1              |
| Finlândia (IFPI Finlândia)               | 10             |
| França (SNEP)                            | 9              |
| Grécia (IFPI Grécia)                     | 11             |
| Hungria (MAHASZ)                         | 22             |
| Irlanda (IRMA)                           | 1              |
| Itália (FIMI)                            | 5              |
| Japão (Oricon)                           | 3              |
| México (AMPROFON)                        | 1              |
| Noruega (VG-lista)                       | 1              |
| Nova Zelândia (Recorded Music NZ)        | 1              |
| Países Baixos (MegaCharts)               | 1              |
| Polônia (ZPAV)                           | 38             |
| Portugal (AFP)                           | 3              |
| Reino Unido (UK Albums Chart)            | 1              |
| República Chéquia (IFPI Česká Republika) | 17             |
| Rússia (Russian Music Charts)            | 7              |
| Suécia (Sverigetopplistan)               | 23             |
| Suíça (Schweizer Hitparade)              | 3              |
| Taiwan (G-Music)                         | 1              |

| País — Tabela musical (2014)      | Posição |
| --------------------------------- | ------- |
| Alemanha (Media Control Charts)   | 71      |
| Austrália (ARIA Charts)           | 2       |
| Bélgica (Ultratop 50 de Flandres) | 71      |
| Bélgica (Ultratop 40 da Valônia)  | 198     |
| Canadá (Canadian Albums Chart)    | 2       |
| Dinamarca (Hitlisten)             | 69      |
| Estados Unidos (Billboard 200)    | 3       |
| Estados Unidos (Digital Albums)   | 3       |
| Irlanda (IRMA)                    | 7       |
| Japão (Oricon)                    | 34      |
| México (AMPROFON)                 | 28      |
| Nova Zelândia (RMNZ)              | 3       |
| Reino Unido (UK Albums Chart)     | 11      |
| Suíça (Schweizer Hitparade)       | 87      |

| País — Tabela musical (2014)      | Posição |
| --------------------------------- | ------- |
| Alemanha (Media Control Charts)   | 56      |
| Austrália (ARIA Charts)           | 3       |
| Áustria (Ö3 Austria Top 40)       | 47      |
| Canadá (Canadian Albums Chart)    | 1       |
| Estados Unidos (Billboard 200)    | 1       |
| Estados Unidos (Digital Albums)   | 1       |
| Japão (Oricon)                    | 30      |
| México (AMPROFON)                 | 20      |
| Nova Zelândia (RMNZ)              | 5       |
| Países Baixos (MegaCharts)        | 35      |
| Reino Unido (UK Albums Chart)     | 6       |
| Suíça (Schweizer Hitparade)       | 47      |
| Tabela musical (2016)             | Posição |
| Austrália (ARIA Charts)           | 17      |
| Bélgica (Ultratop 50 de Flandres) | 94      |
| Canadá (Canadian Albums Chart)    | 17      |
| Estados Unidos (Billboard 200)    | 17      |
| Estados Unidos (Digital Albums)   | 22      |
| Nova Zelândia (RMNZ)              | 19      |
| Reino Unido (UK Albums Chart)     | 44      |

| País — Tabela musical                     | Posição |
| ----------------------------------------- | ------- |
| Estados Unidos (Billboard 200)            | 64      |
| Estados Unidos (Billboard 200) (Mulheres) | 5       |

| Região | Certificação    | Vendas     |
| --- | --------------- | ---------- |
| Alemanha (BVMI) | Platina         | 200 000‡   |
| Argentina (CAPIF) | Ouro            | 20 000^    |
| Austrália (ARIA) | 11× Platina     | 770 000‡   |
| Áustria (IFPI Áustria) | 3× Platina      | 45 000*    |
| Brasil (Pro-Música Brasil) | 2× Diamante     | 320 000‡   |
| Brasil (Pro-Música Brasil) Big Machine Radio Release Special | 2× Diamante     | 500 000‡   |
| Canadá (Music Canada) | 6× Platina      | 500 000*   |
| Dinamarca (IFPI Dinamarca) | 3× Platina      | 60 000‡    |
| Espanha (PROMUSICAE) | Ouro            | 20 000‡    |
| Estados Unidos (RIAA) | 9× Platina      | 6 400 000  |
| França (SNEP) | Platina         | 100 000‡   |
| Índia (IMI) | 3× Platina      | 60 000^    |
| Itália (FIMI) | Platina         | 50 000*    |
| Japão (RIAJ) | Platina         | 250 000^   |
| México (AMPROFON) | 3× Platina+Ouro | 210 000^   |
| Noruega (IFPI Noruega) | 3× Platina      | 60 000*    |
| Nova Zelândia (RIANZ) | 9× Platina      | 135 000‡   |
| Países Baixos (NVPI) | Ouro            | 20 000^    |
| Polônia (ZPAV) | 3× Platina      | 60 000*    |
| Portugal (AFP) | Ouro            | 3 500‡     |
| Reino Unido (BPI) | 6× Platina      | 1 800 000‡ |
| Singapura (RIAS) | 3× Platina      | 30 000*    |
| Suécia (GLF) | Platina         | 20 000‡    |
| Suíça (IFPI Suíça) | Ouro            | 10 000^    |
| Resumos |                 |            |
| Mundo | —               | 10 000 000 |
| *números de vendas baseados somente na certificação ^distribuições baseadas apenas na certificação ‡vendas+valores de streaming baseados somente na certificação |                 |            |

## Histórico de lançamento
| País           | Data                   | Formato                    | Gravadora        |
| -------------- | ---------------------- | -------------------------- | ---------------- |
| Alemanha       | 27 de outubro de 2014  | CD download digital        | Universal Music  |
| Austrália      | 27 de outubro de 2014  | CD download digital        | Universal Music  |
| Bélgica        | 27 de outubro de 2014  | CD download digital        | Universal Music  |
| Canadá         | 27 de outubro de 2014  | CD download digital        | Universal Music  |
| Espanha        | 27 de outubro de 2014  | CD download digital        | Republic         |
| Estados Unidos | 27 de outubro de 2014  | CD download digital        | Big Machine      |
| França         | 27 de outubro de 2014  | CD download digital        | Mercury          |
| Irlanda        | 27 de outubro de 2014  | CD download digital        | Universal Music  |
| Itália         | 27 de outubro de 2014  | CD download digital        | Virgin EMI       |
| Reino Unido    | 27 de outubro de 2014  | CD download digital        | Virgin EMI       |
| Japão          | 28 de outubro de 2014  | CD+DVD                     | Universal Music  |
| Nova Zelândia  | 28 de outubro de 2014  | CD                         | Universal Music  |
| Brasil         | 11 de novembro de 2014 | CD                         | Universal Music  |
| Canadá         | 9 de dezembro de 2014  | Vinil                      | Universal Music  |
| Estados Unidos | 9 de dezembro de 2014  | Vinil                      | Big Machine      |
| Portugal       | 9 de dezembro de 2014  | Vinil                      | Big Machine      |
| Estados Unidos | 10 de dezembro de 2014 | CD                         | Universal Music  |
| Portugal       | 10 de dezembro de 2014 | CD                         | Universal Music  |
| Portugal       | 15 de dezembro de 2014 | Download digital (karaokê) | Big Machine      |
| China          | 30 de dezembro de 2014 | CD                         | 北京电视艺术中心 |
| Canadá         | 3 de março de 2015     | Download digital (karaokê) | Big Machine      |
| Estados Unidos | 14 de abril de 2015    | CD+G DVD (karaokê)         | Big Machine      |
| Canadá         | 14 de maio de 2015     | CD+G (karaokê)             | Big Machine      |
| Mundo          | 9 de junho de 2017     | Streaming                  | Big Machine      |